# IC 4102
IC 4102 је елиптична галаксија у сазвјежђу Ловачки пси која се налази на листи објеката дубоког неба у Индекс каталогу.
Деклинација објекта је + 36° 9' 7" а ректасцензија 13h 2m 18,0s. Привидна величина (магнитуда) објекта IC 4102 износи 15,5 а фотографска магнитуда 16,5.